# Thamnobryum microalopecurum
Thamnobryum microalopecurum là một loài Rêu trong họ Neckeraceae. Loài này được (Kindb.) Nieuwl. miêu tả khoa học đầu tiên năm 1917.